# Diaethria artemis
Diaethria artemis är en fjärilsart som beskrevs av Johannes Karl Max Röber 1915. Diaethria artemis ingår i släktet Diaethria och familjen praktfjärilar. Inga underarter finns listade i Catalogue of Life.